# احمد توره
احمد توره (انگلیسی: Ahmed Touré؛ زادهٔ ۱۷ ژوئیهٔ ۱۹۸۷) بازیکن فوتبال اهل بورکینافاسو است.
از باشگاه‌هایی که در آن بازی کرده است می‌توان به باشگاه فوتبال صفاقسی و باشگاه فوتبال لوکرن اوست والاندرن اشاره کرد.
وی همچنین در تیم ملی فوتبال بورکینافاسو بازی کرده است.